# Предстательная железа
Предста́тельная железа́ (синоним — проста́та, лат. prostāta) — экзокринная трубчато-альвеолярная железа мужского организма млекопитающих. Предстательная железа значительно различается у разных видов в анатомическом, физиологическом и химическом отношениях.
Предстательная железа имеет железисто-мышечную структуру и дольчатое строение, выполняет секреторную функцию.
Предстательная железа овальной формы, окружает проксимальную часть уретры в области шейки мочевого пузыря, её протоки впадают в уретру по окружности. На дорсальной поверхности она делится на две доли с перегородкой посередине. Основная функция железы — выработка секрета, который является поддерживающей и транспортной средой спермы во время эякуляции. Также она играет роль клапана, закрывающего выход из мочевого пузыря во время эрекции.
Семенная жидкость механически разбавляет продуцируемую семенниками сперму, увеличивая объём эякулята, способствует движению жизнеспособных спермиев вне организма самца. Базальная секреция небольших количеств секрета приводит к его постоянному поступлению в выводные протоки и простатическую часть уретры.